# Otto Merk

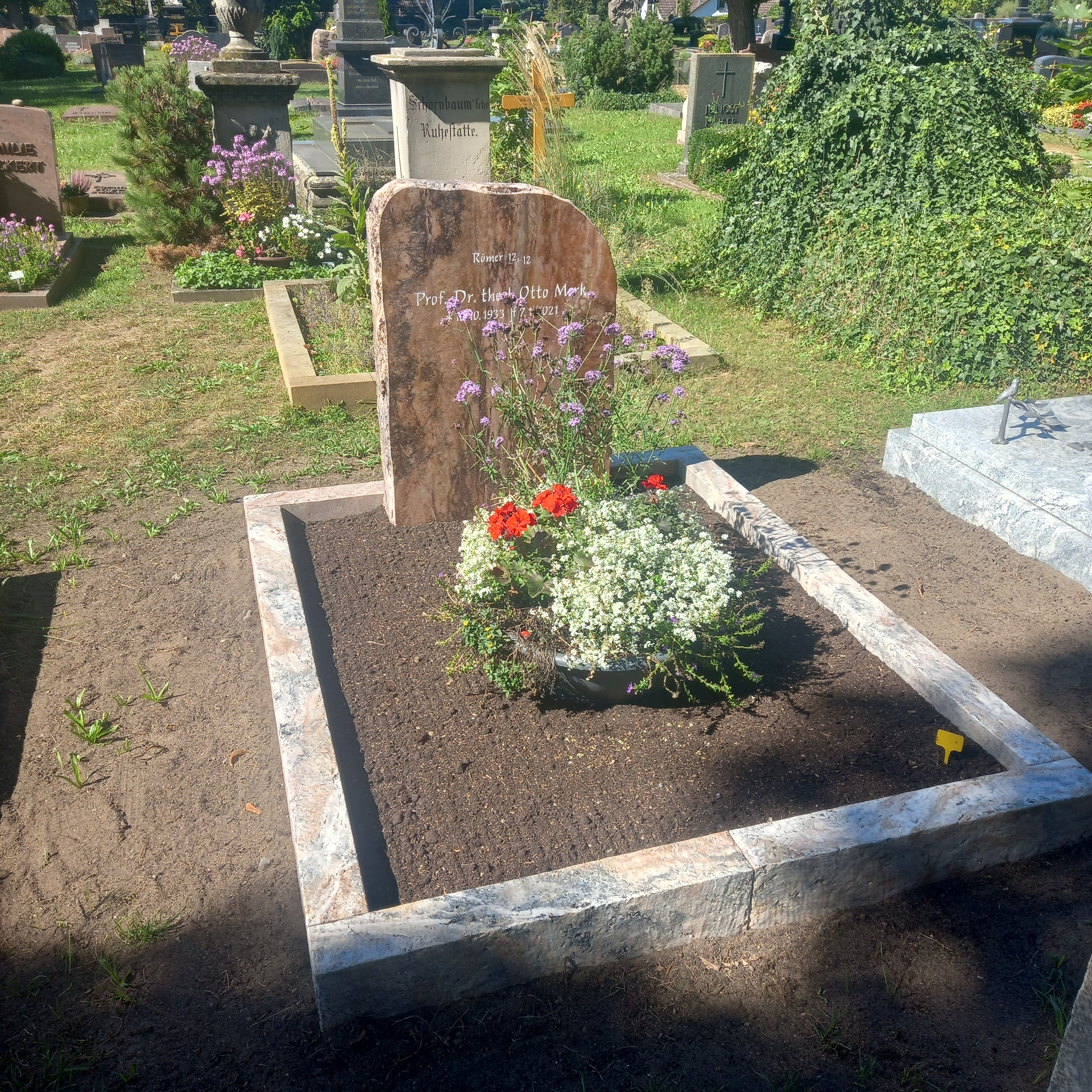
Das Grab von Otto Merk auf dem Neustädter Friedhof (Erlangen)

Otto Helmut Valentin Merk (* 10. Oktober 1933 in Marburg; † 7. Januar 2021 in Erlangen) war ein deutscher evangelischer Theologe.

## Leben
Otto Merk war der Sohn des Rechtshistorikers Walther Merk und dessen zweiter Ehefrau Gertrud Merk (1895–1961), Fürsorgerin und Tochter des Chirurgen Otto von Buengner. Von 1954 bis 1960 studierte er Evangelische Theologie in Marburg und Heidelberg. Zu seinen Lehrern gehörten Rudolf Bultmann und Werner Georg Kümmel. 1966 wurde er in Marburg mit einer Untersuchung über die paulinische Ethik zum Dr. theol. promoviert. 1970 habilitierte er sich (Venia Legendi für das Fach Neues Testament). 1972 wurde er zum Universitätsprofessor an der Philipps-Universität Marburg ernannt. Von 1974 bis zu seiner Emeritierung 2002 unterrichtete er auf dem Lehrstuhl für Neutestamentliche Wissenschaft in Erlangen. Von 1983 bis 1985 war er Dekan der dortigen Theologischen Fakultät. Seit 2006 war er korrespondierendes Mitglied der Akademie der Wissenschaften zu Göttingen. 
Zu Merks Forschungsschwerpunkten gehören neutestamentliche Ethik und Wissenschaftsgeschichte. Zunächst beschäftigte er sich mit der Theologie und Exegese der frühen Aufklärungszeit, später der liberalen Theologie ab Mitte des 19. Jahrhunderts und schließlich der Jahre 1933 bis 1945. Er war als Rezensent unter anderem für die Theologische Rundschau, Zeitschrift für Religions- und Geistesgeschichte sowie die Theologische Literaturzeitung tätig und schrieb Artikel für Religion in Geschichte und Gegenwart, die Theologische Realenzyklopädie und Killy Literaturlexikon.